# 魯康公
魯康公（？—前344年），即姬屯，為戰國諸侯國魯國君主之一，是魯國第三十一任君主。他為魯共公兒子，承襲魯共公擔任該國君主，在位9年。
楊寬考証其在位時間在前352年—前344年。